# لاهار (خدا)
لاهار خدای یا شاید ایزدبانوی دام و گاو سومری است که توسط انلیل و انکی از آسمان به زمین فرستاده شد تا گاوهای خود را افزایش دهد. او برادر آشنان است. لاهار، به همراه خواهرش، در اتاق آفرینش خدایان آفریده شده‌اند تا آنوناکی‌ها خوراک و پوشاک داشته باشند.

## کتاب‌ها
- مایکل جردن، دانشنامه خدایان، کایل کتی چاپ محدود، ۲۰۰۲
- پاتریشیا ترنر و چارلز راسل کولتر، فرهنگ خدایان باستان، ۲۰۰۰